# Tore Svensson

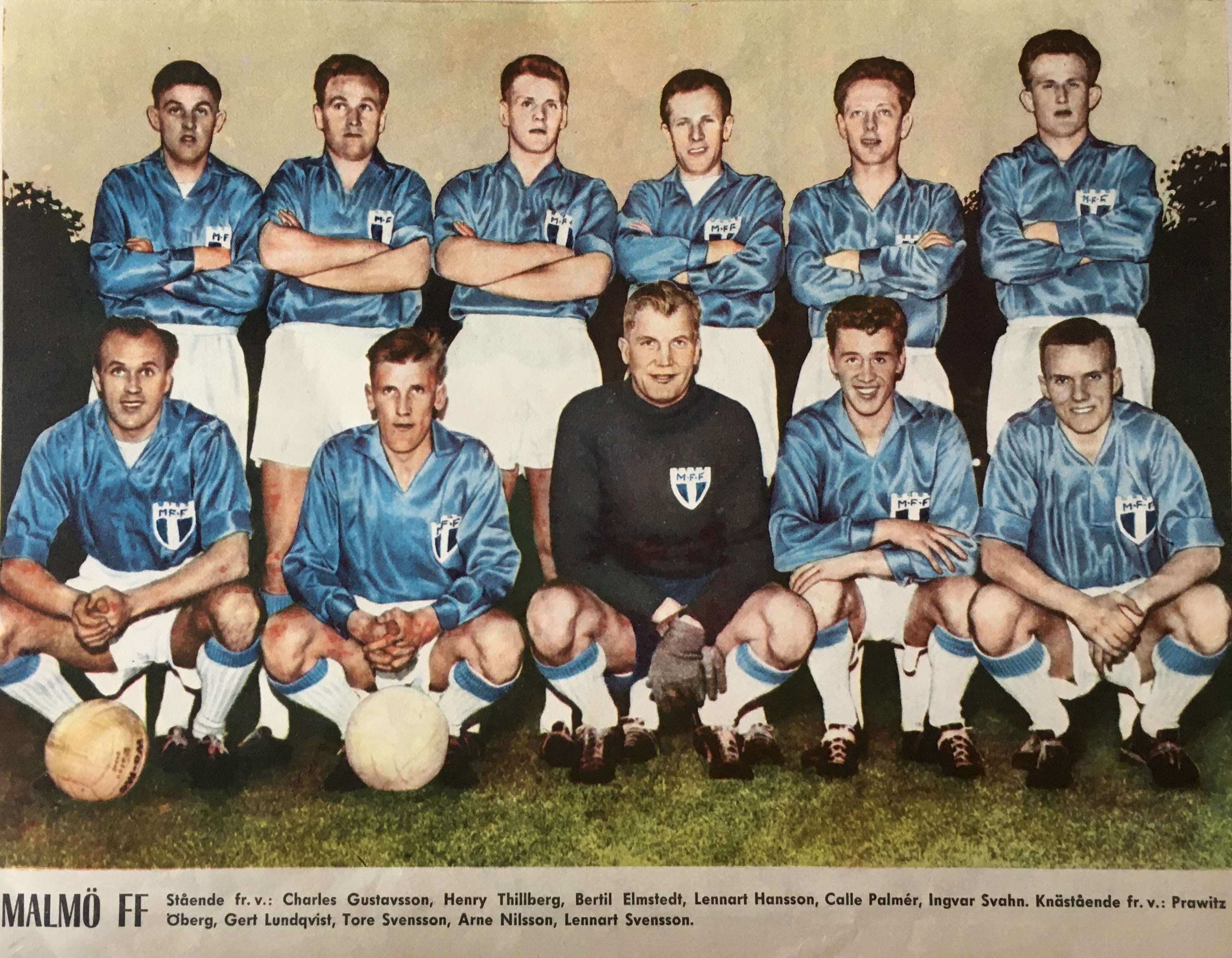
Malmö FF:s lag 1960 med bland andra Charles Gustafsson, Henry Thillberg, Bertil Elmstedt, Calle Palmér, Ingvar Svahn, Prawitz Öberg och Tore Svensson (knästående i mitten).

Tore Allan Svensson, född 6 december 1927 i Falkenberg, död 26 april 2002 i Husie och Södra Sallerups församling, Malmö, var en svensk fotbollsspelare (målvakt)
Tore Svensson föddes i Falkenberg och växte upp under enkla förhållanden med tolv syskon. Målvakten Svensson började spela fotboll i IF Böljan på 1930-talet. År 1942 bytte Svensson klubb till Falkenbergs FF, där han som 17-åring fick debutera i A-laget. Det tog därefter några år innan han fick en ordinarie plats i laget. Säsongen 1946/1947 vann Falkenberg Division III och 1949 värvades Svensson till IF Elfsborg. 
År 1951 flyttade han till Malmö och Malmö FF där han efter ett tag blev förstemålvakt. Han var den blott andra spelaren utanför Skåne som värvades till Malmö FF, efter Ingvar Rydell som kom från Billingsfors. Han kom genom åren att spela 433 A-lagsmatcher för di blåe och blev svensk mästare 1953. 
Han spelade även i landslaget, men fick i regel agera andremålvakt bakom Kalle Svensson. Sammanlagt spelade han fyra A-landskamper (1956–58) och var med i VM-truppen 1958. 
Han lämnade Malmö FF sommaren 1962 och spelade i IFK Ystad 1963–64. I IFK Ystad hade Svensson en roll som spelande tränare och han ledde klubben 1963 för första gången till uppflyttning till Division II. Vid sidan av fotbollen arbetade han först i konfektionsaffär innan han blev framgångsrik bilförsäljare. Efter den aktiva karriären var han målvaktstränare i Malmö FF och hade Jan Möller som adept. Tore Svensson är gravsatt i minneslunden på Skogskyrkogården i Falkenberg.